# Europamesterskabet i fodbold 2008
Europamesterskabet i fodbold 2008 (med det officielle navn UEFA EURO 2008) var det 13. EM i fodbold. Mesterskabet blev arrangeret af det europæiske fodboldforbund, UEFA, og selve slutrunden, som fik deltagelse af 16 hold, blev afviklet i Østrig og Schweiz i perioden 7. – 29. juni 2008. Spanien sikrede sig sit andet europamesterskab, da de i finalen på Ernst Happel Stadion vandt 1-0 over Tyskland.
Kvalifikationsturneringen, hvori der blev fundet de 14 hold, der sammen med de to værtslande deltog i slutrunden, blev afviklet i perioden 16. august 2006 – 24. november 2007, og resultaterne medførte, at følgende 14 hold kvalificerede sig:
| Frankrig Grækenland Holland Italien Kroatien Polen Portugal | Rumænien Rusland Spanien Sverige Tjekkiet Tyrkiet Tyskland |

Slutrunden blev den første siden 1980 uden dansk deltagelse og den første siden 1984 uden det engelske landshold.
Til dette europamesterskab var der en ny pokal på spil, som afløste den hidtidige Coupe Henri Delaunay. Pokalen blev afsløret den 27. januar 2006, og den er (ligesom sin forgænger) opkaldt efter den tidligere franske generalsekretær for UEFA, Henri Delaunay. Den øverste del af den nye pokal ligner den gamle, men den nye er større og 2 kg tungere, og soklen er udvidet til 18 cm. Den er designet af juvelerfirmaet Asprey.
Forsvarende europamester er Grækenland fra EM 2004 i Portugal.

## Værtslande
UEFA havde modtaget syv ansøgninger om værtskabet for afholdelse af slutrunden. Den 12. december 2002 i Nyon vandt Østrig og Schweiz UEFA's afstemning foran de øvrige ansøgere: Rusland, Ungarn, Bosnien-Hercegovina/Kroatien, Grækenland/Tyrkiet, Skotland/Irland og Danmark/Finland/Norge/Sverige.
Det er kun anden gang, at værtsskabet for en EM-slutrunde er delt mellem to lande. Første gang var da Holland og Belgien delte værtskabet for EM-slutrunden i 2000. Schweiz har tidligere deltaget i to EM-slutrunder. Både i 1996 og i 2004 blev holdet slået ud i den indledende runde. Østrig har ikke tidligere deltaget ved en EM-slutrunde, så EM 2008 blev første gang.
Schweiz og Østrig stillede hver med en turneringsdirektør, Christian Schmölzer (Østrig) og Christian Mutschler (Schweiz), der var ansvarlige for turneringen. De to landes fodboldforbund underskrev i november 2004 i Wien en rammeaftale, og i januar 2005 oprettedes Verwaltungsrat der Euro 2008. Turneringens organisationskontor havde sæde i Nyon i Schweiz.

## Kvalifikation
50 europæiske landshold deltog i kvalifikationsturneringen, som fandt sted fra den 16. august 2006 til den 24. november 2007. Slutrundens værtslande Østrig og Schweiz var som de eneste hold automatisk kvalificerede.
Ved en lodtrækning blev landene fordelt i syv grupper. Seks af grupperne bestod af syv hold, mens gruppe A som den eneste havde et ottende. Fra hver gruppe kvalificerede de to bedst placerede hold sig til slutrunden. Dermed blev der modsat tidligere kvalifikationsturneringer ikke spillet playoff-kampe.

## Stadioner
Otte stadioner er udpeget til at huse kampene ved EM-slutrunden – fire i Schweiz og fire i Østrig. Schweiz' landshold spiller alle sine gruppekampe på St. Jakob-Park i Basel, mens Østrigs hold spiller sine gruppekampe på Ernst Happel Stadion i Wien.
| Wien                                                                  | Klagenfurt        | Salzburg                | Innsbruck         |
| --------------------------------------------------------------------- | ----------------- | ----------------------- | ----------------- |
| Ernst Happel Stadion                                                  | Hypo-Arena        | Wals Siezenheim Stadion | Tivoli Neu        |
| Kapacitet: 53.008                                                     | Kapacitet: 32.000 | Kapacitet: 30.000       | Kapacitet: 30.000 |
| Ernst Happel Stadion                                                  | Hypo-Arena        | Wals Siezenheim Stadion | Tivoli Neu        |
| Spillestederne ved Europamesterskabet i fodbold 2008 - Østrig/Schweiz |                   |                         |                   |
| Basel                                                                 | Bern              | Geneve                  | Zürich            |
| St. Jakob-Park                                                        | Stade de Suisse   | Stade de Genève         | Letzigrund        |
| Kapacitet: 42.500                                                     | Kapacitet: 32.000 | Kapacitet: 32.000       | Kapacitet: 30.000 |
| St. Jakob-Park                                                        | Stade de Suisse   | Stade de Genève         | Letzigrund        |

I 2004 blev spillestedet i Zürich et problem for arrangørerne. Oprindeligt var det meningen, at Hardturm-Stadion skulle renoveres og bruges som byens EM-stadion, men juridiske tovtrækkerier udskød planen, så det ikke kunne nås til 2008. Dermed manglede der et stadion i Schweiz, der ifølge aftalen med UEFA skulle stille fire stadioner til rådighed. Problemet blev løst ved at arrangørerne foreslog at renovere stadionet Letzigrund i stedet. UEFA godkendte den reviderede plan i 2005, og Letzigrund blev klar til spil i slutningen af 2006.

## Hold
Slutrunden har deltagelse af 16 hold. Som værtslande var Schweiz og Østrig automatisk kvalificeret, mens de øvrige 14 lande blev fundet ved en kvalifikationsturnering.

### Lodtrækning
De 16 hold, der kvalificerede sig blev inddelt i fire grupper med fire hold ved en lodtrækning, der foregik søndag den 2. december 2007 i Kultur- und Kongresszentrum Luzern i Schweiz.
De 16 hold var på forhånd blevet inddelt i fire seedningslag med fire hold i hver. Værtslandene Schweiz og Østrig samt de forsvarende europamestre fra Grækenland var blevet seedet i lag 1, mens de resterende 13 hold var seedet efter det pointgennemsnit pr. kamp, de havde opnået i de to kvalifikationsturneringer til hhv. VM 2006 og EM 2008.
De fire seedningslag fik følgende sammensætning:
| Seedningslag 1 |
| -------------- |
| Schweiz        |
| Østrig         |
| Grækenland     |
| Holland        |

| Seedningslag 2 |
| -------------- |
| Kroatien       |
| Italien        |
| Tjekkiet       |
| Sverige        |

| Seedningslag 3 |
| -------------- |
| Rumænien       |
| Tyskland       |
| Portugal       |
| Spanien        |

| Seedningslag 4 |
| -------------- |
| Polen          |
| Frankrig       |
| Tyrkiet        |
| Rusland        |

Schweiz og Østrig var på forhånd blevet tildelt placeringerne A1 hhv. B1. Lodtrækningen inddelte de seksten hold i fire grupper med ét hold fra hvert seedningslag og fik følgende resultat.
| Gruppe A |
| -------- |
| Schweiz  |
| Tjekkiet |
| Portugal |
| Tyrkiet  |

| Gruppe B |
| -------- |
| Østrig   |
| Kroatien |
| Tyskland |
| Polen    |

| Gruppe C |
| -------- |
| Holland  |
| Italien  |
| Rumænien |
| Frankrig |

| Gruppe D   |
| ---------- |
| Grækenland |
| Sverige    |
| Spanien    |
| Rusland    |

## Indledende runde

### Gruppe A
| 7. juni |

| Schweiz | 0 – 1 | Tjekkiet |
| ------- | ----- | -------- |
|         |       |          |

| Basel |

|  |

| Portugal | 2 – 0 | Tyrkiet |
| -------- | ----- | ------- |
|          |       |         |

| Genève |

| 11. juni |

| Tjekkiet | 1 – 3 | Portugal |
| -------- | ----- | -------- |
|          |       |          |

| Genève |

|  |

| Schweiz | 1 – 2 | Tyrkiet |
| ------- | ----- | ------- |
|         |       |         |

| Basel |

| 15. juni |

| Schweiz | 2 – 0 | Portugal |
| ------- | ----- | -------- |
|         |       |          |

| Basel |

|  |

| Tyrkiet | 3 – 2 | Tjekkiet |
| ------- | ----- | -------- |
|         |       |          |

| Genève |

| Stilling | Kampe | Mål | Point |
| -------- | ----- | --- | ----- |
| Portugal | 3     | 5-3 | 6     |
| Tyrkiet  | 3     | 5-5 | 6     |
| Tjekkiet | 3     | 4-6 | 3     |
| Schweiz  | 3     | 3-3 | 3     |

### Gruppe B
| Dato     | Kamp                | Res. | Sted       |
| -------- | ------------------- | ---- | ---------- |
| 8. juni  | Østrig – Kroatien   | 0-1  | Wien       |
| 8. juni  | Tyskland – Polen    | 2-0  | Klagenfurt |
| 12. juni | Kroatien – Tyskland | 2-1  | Klagenfurt |
| 12. juni | Østrig – Polen      | 1-1  | Wien       |
| 16. juni | Polen – Kroatien    | 0-1  | Klagenfurt |
| 16. juni | Østrig – Tyskland   | 0-1  | Wien       |

| Stilling | Kampe | Mål | Point |
| -------- | ----- | --- | ----- |
| Kroatien | 3     | 4-1 | 9     |
| Tyskland | 3     | 4-2 | 6     |
| Østrig   | 3     | 1-3 | 1     |
| Polen    | 3     | 1-4 | 1     |

### Gruppe C
| Dato     | Kamp                | Res. | Sted   |
| -------- | ------------------- | ---- | ------ |
| 9. juni  | Rumænien – Frankrig | 0-0  | Zürich |
| 9. juni  | Holland – Italien   | 3-0  | Bern   |
| 13. juni | Italien – Rumænien  | 1-1  | Zürich |
| 13. juni | Holland – Frankrig  | 4-1  | Bern   |
| 17. juni | Holland – Rumænien  | 2-0  | Bern   |
| 17. juni | Frankrig – Italien  | 0-2  | Zürich |

| Stilling | Kampe | Mål | Point |
| -------- | ----- | --- | ----- |
| Holland  | 3     | 9-1 | 9     |
| Italien  | 3     | 3-4 | 4     |
| Rumænien | 3     | 1-3 | 2     |
| Frankrig | 3     | 1-6 | 1     |

### Gruppe D
| Dato     | Kamp                 | Res. | Sted      |
| -------- | -------------------- | ---- | --------- |
| 10. juni | Spanien – Rusland    | 4-1  | Innsbruck |
| 10. juni | Grækenland – Sverige | 0-2  | Salzburg  |
| 14. juni | Sverige – Spanien    | 1-2  | Innsbruck |
| 14. juni | Grækenland – Rusland | 0-1  | Salzburg  |
| 18. juni | Grækenland – Spanien | 1-2  | Salzburg  |
| 18. juni | Rusland – Sverige    | 2-0  | Innsbruck |

| Stilling   | Kampe | Mål | Point |
| ---------- | ----- | --- | ----- |
| Spanien    | 3     | 8-3 | 9     |
| Rusland    | 3     | 4-4 | 6     |
| Sverige    | 3     | 3-4 | 3     |
| Grækenland | 3     | 1-5 | 0     |

## Slutspil

### Overblik
|  | Kvartfinaler     | Kvartfinaler    |                  |       | Semifinaler | Semifinaler |  |  | Finale | Finale |
|  |                  |                 |                  |       |             |             |  |  |        |        |
|  | 19. juni - Basel |                 |                  |       |             |             |  |  |        |        |
|  |                  |                 |                  |       |             |             |  |  |        |        |
|  | Portugal         | 2               |                  |       |             |             |  |  |        |        |
|  | Portugal         | 2               | 25. juni – Basel |       |             |             |  |  |        |        |
|  | Tyskland         | 3               |                  |       |             |             |  |  |        |        |
|  | Tyskland         | 3               | Tyskland         | 3     |             |             |  |  |        |        |
|  | 20. juni – Wien  |                 | Tyskland         | 3     |             |             |  |  |        |        |
|  |                  | Tyrkiet         | 2                |       |             |             |  |  |        |        |
|  | Kroatien         | Tyrkiet         | 2                | 1 (1) |             |             |  |  |        |        |
|  | Kroatien         |                 | 29. juni – Wien  | 1 (1) |             |             |  |  |        |        |
|  | Tyrkiet          | 1 (3)           |                  |       |             |             |  |  |        |        |
|  | Tyrkiet          | 1 (3)           | Tyskland         | 0     |             |             |  |  |        |        |
|  | 21. juni – Basel |                 | Tyskland         | 0     |             |             |  |  |        |        |
|  |                  | Spanien         | 1                |       |             |             |  |  |        |        |
|  | Holland          | Spanien         | 1                | 1     |             |             |  |  |        |        |
|  | Holland          | 26. juni – Wien |                  | 1     |             |             |  |  |        |        |
|  | Rusland          | 3               |                  |       |             |             |  |  |        |        |
|  | Rusland          | 3               | Rusland          | 0     |             |             |  |  |        |        |
|  | 22. juni – Wien  |                 | Rusland          | 0     |             |             |  |  |        |        |
|  |                  | Spanien         | 3                |       |             |             |  |  |        |        |
|  | Spanien          | Spanien         | 3                | 0 (4) |             |             |  |  |        |        |
|  | Spanien          |                 |                  | 0 (4) |             |             |  |  |        |        |
|  | Italien          | 0 (2)           |                  |       |             |             |  |  |        |        |
|  | Italien          | 0 (2)           |                  |       |             |             |  |  |        |        |

### Kvartfinaler
| 19. juni 2008 20:45 |

| Portugal                     | 2 – 3     | Tyskland                                       |
| ---------------------------- | --------- | ---------------------------------------------- |
| Nuno Gomes 40' · Postiga 87' | (Referat) | Schweinsteiger 22' · Klose 26' · Ballack 61' · |

| St. Jakob-Park, Basel Tilskuere: 39.374 Dommer: Peter Fröjdfeldt (Sverige) |

| 20. juni 2008 20:45 |

| Kroatien     | 1 – 1 (e.f.s.) | Tyrkiet        |
| ------------ | -------------- | -------------- |
| Klasnić 119' | (Referat)      | Semih 120+2' · |

| Ernst Happel Stadion, Wien Tilskuere: 51.428 Dommer: Roberto Rosetti (Italien) |

|                            |       | Straffesparkskonkurrence |  |
| Modrić Srna Rakitić Petrić | 1 – 3 | Turan Semih Hamit        |  |

| 21. juni 2008 20:45 |

| Holland            | 1 – 3 (e.f.s.) | Rusland                                              |
| ------------------ | -------------- | ---------------------------------------------------- |
| van Nistelrooy 86' | (Referat)      | Pavljutjenko 56' · Torbinskij 111' · Arsjavin 116' · |

| St. Jakob-Park, Basel Tilskuere: 38.374 Dommer: Ľuboš Micheľ (Slovakiet) |

| 22. juni 2008 20:45 |

| Spanien | 0 – 0 (e.f.s.) | Italien |
| ------- | -------------- | ------- |
|         | (Referat)      |         |

| Ernst Happel Stadion, Wien Tilskuere: 51.428 Dommer: Herbert Fandel (Tyskland) |

|                                    |       | Straffesparkskonkurrence             |  |
| Villa Cazorla Senna Güiza Fàbregas | 4 – 2 | Grosso De Rossi Camoranesi Di Natale |  |

### Semifinaler
| 25. juni 2008 20:45 |

| Tyskland                                  | 3 – 2     | Tyrkiet                 |
| ----------------------------------------- | --------- | ----------------------- |
| Schweinsteiger 26' · Klose 79' · Lahm 90' | (Referat) | Boral 22' · Semih 86' · |

| St. Jakob-Park, Basel Tilskuere: 39.374 Dommer: Massimo Busacca (Schweiz) |

| 26. juni 2008 20:45 |

| Rusland | 0 – 3     | Spanien                            |
| ------- | --------- | ---------------------------------- |
|         | (Referat) | Xavi 50' · Güiza 73' · Silva 82' · |

| Ernst Happel Stadion, Wien Tilskuere: 51.428 Dommer: Frank de Bleeckere (Belgien) |

### Finale
| 29. juni 2008 20:45 |

| Tyskland | 0 – 1     | Spanien      |
| -------- | --------- | ------------ |
|          | (Referat) | Torres 33' · |

| Ernst Happel Stadion, Wien Tilskuere: 51.428 Dommer: Roberto Rosetti (Italien) |

## Målscorere
| 4 mål - David Villa 3 mål - Lukas Podolski - Roman Pavljutjenko - Hakan Yakin - Semih Şentürk 2 mål - Robin van Persie - Ruud van Nistelrooy - Wesley Sneijder - Ivan Klasnic - Andrej Arsjavin - Dani Güiza - Fernando Torres - Zlatan Ibrahimović - Arda Turan - Nihat Kahveci - Bastian Schweinsteiger - Michael Ballack - Miroslav Klose | 1 mål - Thierry Henry - Angelos Charisteas - Arjen Robben - Dirk Kuyt - Giovanni van Bronckhorst - Klaas-Jan Huntelaar - Andrea Pirlo - Christian Panucci - Daniele De Rossi - Darijo Srna - Ivica Olić - Luka Modrić - Roger Guerreiro - Cristiano Ronaldo - Deco - Hélder Postiga - Nuno Gomes - Pepe - Raul Meireles - Ricardo Quaresma | 1 mål (forts.) - Adrian Mutu - Dmitrij Torbinskij - Konstantin Zyrjanov - Cesc Fàbregas - David Silva - Rubén de la Red - Xavi - Petter Hansson - Jan Koller - Jaroslav Plašil - Libor Sionko - Václav Svěrkoš - Uğur Boral - Philipp Lahm - Ivica Vastić |

## Dommere
Hvis hoveddommeren bliver skadet under kampen vil 4. dommeren overtage. Hvis en af liniedommerne bliver skadet tager 5. dommeren over. 5. dommeren er en liniedommer fra et andet dommerteam, som ikke skal dømme den dag.
| Dommer                 | Liniedommere                                    | Land       |
| ---------------------- | ----------------------------------------------- | ---------- |
| Frank De Bleeckere     | Peter Hermans Alex Verstraeten                  | Belgien    |
| Massimo Busacca        | Matthias Arnet Stéphane Cuhat                   | Schweiz    |
| Herbert Fandel         | Carsten Kadach Volker Wesel                     | Tyskland   |
| Peter Fröjdfeldt       | Stefan Wittberg Henrik Andrén                   | Sverige    |
| Manuel Mejuto González | Juan Carlos Yuste Jiménez Jesús Calvo Guadamuro | Spanien    |
| Ľuboš Micheľ           | Roman Slyško Martin Balko                       | Slovakiet  |
| Konrad Plautz          | Egon Bereuter Markus Mayr                       | Østrig     |
| Roberto Rosetti        | Alessandro Griselli Paolo Calcagno              | Italien    |
| Kyros Vassaras         | Dimitris Bozatzidis Dimitris Saraidaris         | Grækenland |
| Pieter Vink            | Adriaan Inia Hans ten Hoove                     | Holland    |
| Howard Webb            | Darren Cann Mike Mullarkey                      | England    |
| Tom Henning Øvrebø     | Geir Åge Holen Jan Petter Randen                | Norge      |

### 4. dommere
| 4. dommer            | Land      |
| -------------------- | --------- |
| Ivan Bebek           | Kroatien  |
| Olegário Benquerença | Portugal  |
| Grzegorz Gilewski    | Polen     |
| Kristinn Jakobsson   | Island    |
| Viktor Kassai        | Ungarn    |
| Stéphane Lannoy      | Frankrig  |
| Damir Skomina        | Slovenien |
| Craig Thomson        | Skotland  |